# Comuna Velîka Linîna, Starîi Sambir
Velîka Linîna (în ucraineană Велика Лінина) este o comună în raionul Starîi Sambir, regiunea Liov, Ucraina, formată din satele Lavriv și Velîka Linîna (reședința).

## Demografie
Componența lingvistică a comunei Velîka Linîna
     Ucraineană (99,83%)
     Alte limbi (0,17%)
Conform recensământului din 2001, majoritatea populației comunei Velîka Linîna era vorbitoare de ucraineană (99,83%), existând în minoritate și vorbitori de alte limbi.